# 南汇街道
南汇街道是中华人民共和国浙江省温州市鹿城区下辖的一个街道办事处。
2011年，原绣山街道、南浦街道、南郊街道并为南汇街道。

## 行政区划
南汇街道下辖以下村级行政区划单位：
清风社区、南塘社区、春秋社区、绣山社区、大自然社区、桥儿头社区、吕浦社区、开源社区、万源社区、龙源社区和金鳞社区。